# Prefektus
A prefektus a római praefectus (a latin praeficere (elöljárni) szóból) tisztségből származó, a történelem során és ma is széles körben használt elöljárói megnevezés. Rómában is jelenthetett területi vezetőt, de egy szakfeladatra kinevezett irányítót, felügyelőt is. A hivatal viselését, a hivatalt, vagy illetékességének területi egységét is prefektúrának hívjuk.

## Az ókori Rómában

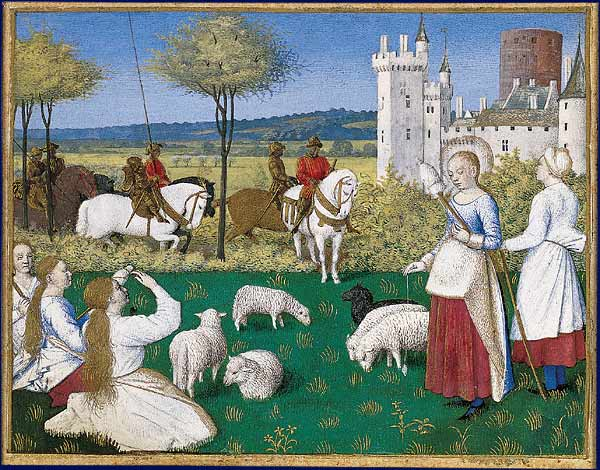
Antiokheiai Szent Margit felhívja a római praefectus figyelmét, Jean Fouquet műve egy illusztrált kéziratból.p

A praefectus a Római Birodalomban, nem választott, hanem kinevezett (prae 'elé' + facere 'tenni, csinálni') polgári és katonai tisztségviselők megnevezése volt.

## Újkori gazdasági tisztségviselők
Az újkori Magyarországon a több uradalmat kormányzó jószágigazgatót nevezhették prefektusnak is.

## A modern közigazgatásban
Több mai országban a megyék mint központi igazgatási szervek élén álló személy. Ilyen például Franciaország prefektusa, de a kiegyezés utáni közigazgatási reform Magyarországának főispánja is megfelelt ennek a kategóriának.
A rendszerváltás utáni Magyarországon a prefektus magyar megfelelője az 1990-től bevezetett köztársasági megbízott intézménye volt. (Hivatalának a nevét 1994-ben közigazgatási hivatalra változtatták.) 2011-től a kormányhivatalokat kormánymegbízottak (2022-től főispánok) vezetik.

## A katolikus egyházban
A Vatikánban a pápai háztartás illetve a Szentszék gazdasági ügyeit intézi egy-egy prefektúra.
Prefektusnak hívják katolikus kollégiumokban a diákok tanulmányainak felügyelőjét.